# Transistor 3D
El término transistor 3D (o tridimensional), es usualmente utilizado para referirse a transistores con una arquitectura tridimensional, lo que supone añadir una dimensión adicional a los transistores actuales, los cuales están fabricados en dos dimensiones.
La fabricación de transistores tridimensionales no es excesivamente novedosa, si se tiene en cuenta que desde hace alrededor de una década compañías como IBM, TSMC, Infineon e Intel entre otras, vienen desarrollando este tipo de transistores (aunque solamente haya sido en prototipos con fines de investigación).

## Características
Entre las ventajas de este tipo de transistores, se pueden destacar las siguientes:
- El consumo eléctrico es considerablemente menor que el causado por el uso de transistores bidimensionales.

- Este menor consumo de potencia se debe en su mayoría a que existen menos fugas de electrones entre la fuente y el colector.

- También se consigue un mayor rendimiento de las operaciones de comunicación entre transistores debido a que los caminos entre ellos se pueden acortar gracias a la nueva dimensión utilizada.

## Fabricación
3-D también es un término utilizado por  Intel Corporation para describir la arquitectura de transistores no planos planificados para su uso en el futuros microprocesadores. Estos transistores emplean una sola puerta apilada en la parte superior de dos puertas verticales que brinda básicamente tres veces la superficie de contacto. Intel informa que sus transistores tri-gate permiten reducir las  fugas y consumen mucha menos energía eléctrica que los transistores actuales. Esto permite una velocidad de hasta un 37% mayor y un consumo de energía en menos del 50% del tipo anterior de transistores de Intel .
Intel ha declarado que todos los productos después de Sandy Bridge estarán basados en este diseño en 3D.
Intel fue la primera compañía en anunciar esta tecnología. En septiembre de 2002 anunció su creación de la «Triple-Puerta de transistores» para maximizar «el rendimiento del transistor de conmutación y disminuir la potencia perdedora de fuga». Un año después, en septiembre de 2003, AMD anunció que estaba trabajando en una tecnología similar en la Conferencia Internacional de Dispositivos de Estado Sólido y Materiales. No se hicieron más anuncios de esta tecnología hasta el anuncio de Intel en mayo de 2011.